# Deutsche Welle
Deutsche Welle, DW (en alemany, Ona Alemanya) és la ràdio i televisió pública d'Alemanya que emeten a l'exterior. Ofereix informació en més de 30 idiomes sobre Alemanya i la Unió Europea. Té els estudis de televisió a Berlín, els estudis radiofònics a Bonn i també és present a Internet.

## Història
- 1924, fundació de la Deutsche Welle GmbH, a Berlín
- 1953, Deutsche Welle torna a reprendre la seva activitat després de la Segona Guerra Mundial
- 1955, inicia la seva producció en anglès, francès, castellà i portuguès
- 1990, incorpora les instal·lacions que fins llavors pertanyien a Ràdio Berlín Internacional.